# Sofa Song
Sofa Song is de tweede single van het album Inside In/Inside Out van The Kooks. Het nummer kwam 17 oktober 2005 op single uit. De single behaalde de 28e positie in het Verenigd Koninkrijk. In Nederland had het geen hitsucces.

## Morrissey
Zanger Luke Pritchard gaf in het Engelse muziekblad NME aan dat Morrissey (van The Smiths) een van zijn grote helden is en dat "Sofa Song" een poging was een nummer te schrijven als Morrissey and Johnny Marr dat tijdens hun periode in The Smiths deden.

## Tracks
- CD VSCDT1904

1. "Sofa Song" – 2:15
2. "Be Mine" – 2:35

- 7" VS1904

1. "Sofa Song" – 2:15
2. "Something to Say" – 2:41

- DVD VSDVD1904

1. "Sofa Song" (video) – 2:21
2. "Eddie's Gun" (video) – 2:14
3. "Put Your Back To My Face"